# Franz Meschkan
Franz Meschkan (* 21. Mai 1881 in Wien, Österreich-Ungarn; † 6. November 1951 in Wien, Österreich) war ein österreichischer Requisiteur, Bühnenbildner und Filmarchitekt.

## Leben und Wirken
Meschkan erhielt zur Jahrhundertwende eine praktische Ausbildung und arbeitete in den ersten zwei Jahrzehnten des 20. Jahrhunderts als Requisiteur, Ausstatter und Bühnenbildner an diversen Wiener Spielstätten. Eine Zeitlang wurde er vom Deutschen Volkstheater als Bühneninspektor und Obermaschinenmeister verpflichtet. 
Kurz nach Ende des Ersten Weltkriegs begann Meschkan für den Film Kulissen zu entwerfen. Meschkan gestaltete, oft in Zusammenarbeit mit Kollegen, Filmbauten zu den unterschiedlichsten Genres, darunter Lustspiele, Melodramen, Romanverfilmungen und Kostümstoffe. Kurz nach Anbruch des Tonfilmzeitalters kehrte Franz Meschkan zum Theater zurück, arbeitete aber Mitte der 1930er Jahre kurzzeitig erneut intensiv für österreichische Kinoproduktionen.
Meschkan wurde vier Tage nach seinem Tod im Alter von 70 Jahren auf dem Wiener Friedhof Hütteldorf beerdigt.

## Filmografie
als Filmarchitekt, wenn nicht anders angegeben
- 1919: Die Ahnfrau
- 1920: Die Frau in Weiß
- 1922: Die Memoiren eines Mönchs
- 1923: Der Sohn des Galeerensträflings
- 1924: Max, der Zirkuskönig
- 1925: Zwei Vagabunden im Prater / Pat und Patachon im Prater
- 1926: Der Balletterzherzog
- 1926: Schützenliesel
- 1926: Faschingszauber
- 1927: Rinaldo Rinaldini
- 1927: Die Familie ohne Moral
- 1927: Die Strecke
- 1927: Schwejk in Zivil
- 1928: Die beiden Seehunde
- 1928: Modellhaus Crevette
- 1928: Heiratsfieber
- 1928: Der Geliebte seiner Frau
- 1929: Magdalena
- 1935: Episode
- 1935: Tagebuch der Geliebten
- 1935: Der Postillon von Lonjumeau
- 1936: Die Leuchter des Kaisers
- 1936: Die Julika (Ernte)
- 1936: Lumpacivagabundus
- 1936: Fräulein Lilli